# Mueda (ciudad)

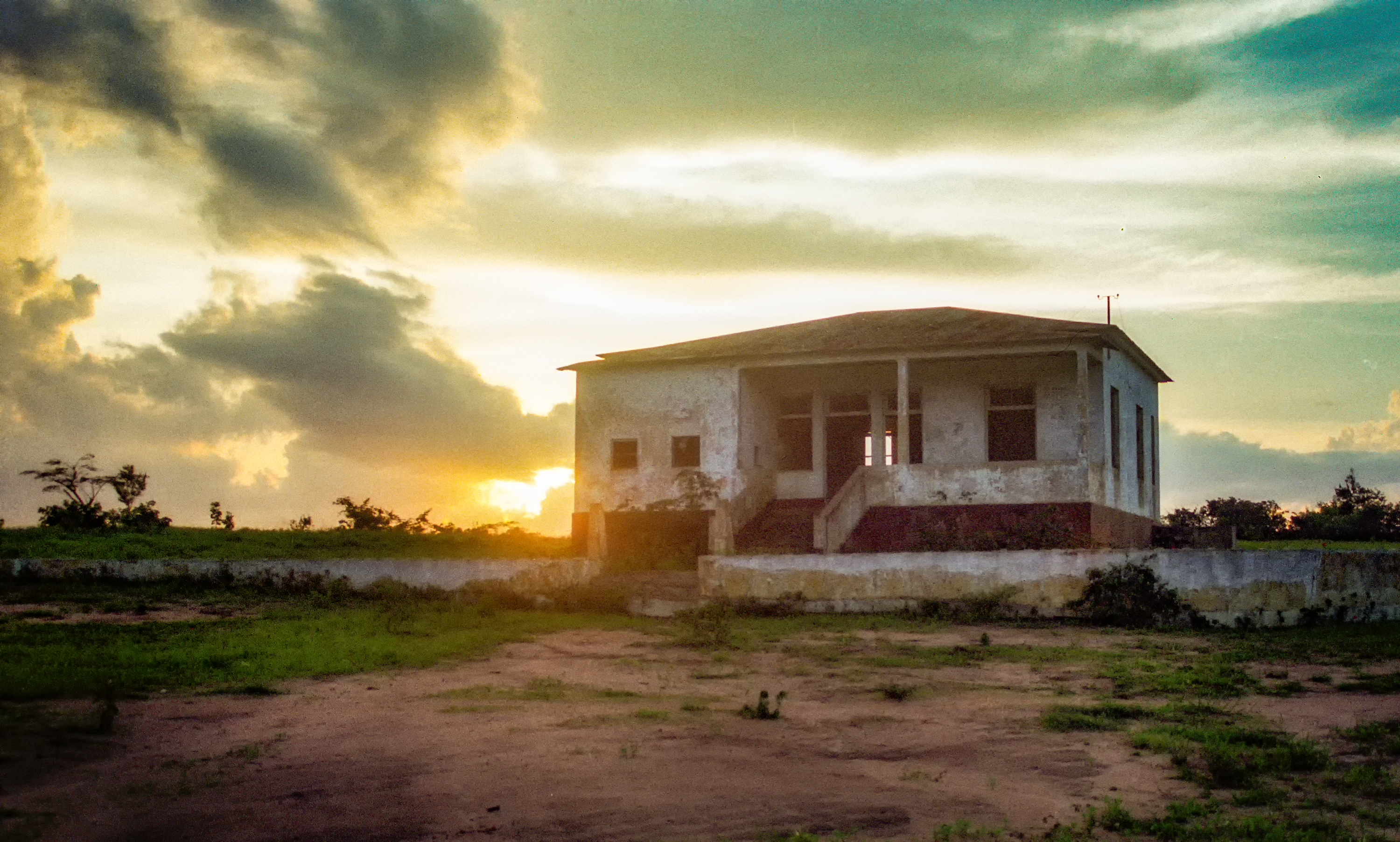
Lugar de la masacre de Mueda.

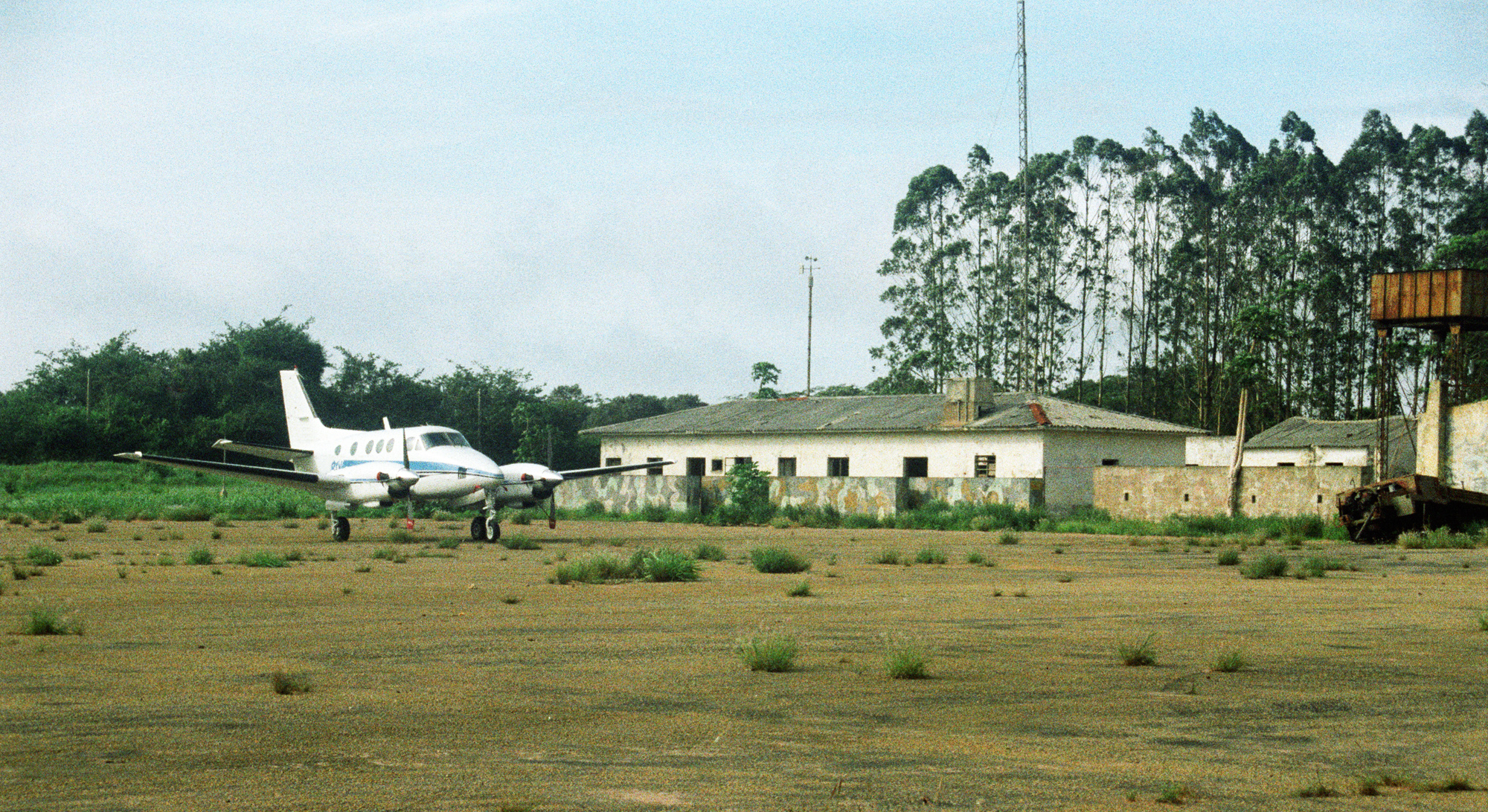
Aeropuerto de Mueda.

Mueda es una población de la provincia de Cabo Delgado, Mozambique, en el distrito homónimo (11°38′S 39°37′E / -11.633, 39.617). Posee mercado agrícola.

## Masacre
La ciudad fue lugar de una manifestación de campesinos indígenas que fue reprimida con contundencia por las autoridades.
La gran masacre el 16 de junio de 1960 cuando en medio de una manifestación, tras la detención de los líderes las tropas portuguesas dispararon contra la multitud, rematando a otros manifestantes en un barranco. El hecho fue un desencadenante de la guerra de independencia de Mozambique.
El lugar del incidente fue marcado por una estatua.